# Parc de l'Alhambra
El Parc de l'Alhambra està situat al carrer del mateix nom i l'avinguda de la Granvia de l'Hospitalet, al barri de Santa Eulàlia de l'Hospitalet de Llobregat.

## Història
Fou inaugurat el 6 de desembre del 1986 pel president de la Corporació Metropolitana de Barcelona, Pasqual Maragall, que va aprofitar per a destacar el que aquesta institució feia per la creació de zones verdes. A finals del 2019, associacions veïnals van promoure una consulta en defensa del parc, pel fet que el govern municipal volia construir un poliesportiu on està ubicat la zona verda.

## Descripció
Disposa d'1,7 hectàrees estructurades amb zones diferenciades per infants, persones d'edat avançada i gossos i és una de les poques zones verdes de la ciutat.